# Euclides d'Esparta
Euclides d'Esparta (en llatí Eucleides, en grec antic Εὐκλείδης), o Epíclides (Epicleidas, Ἐπικλείδας) va ser un príncep espartà, germà del rei Cleòmenes III.
Segons Pausànias, el rei Cleòmenes va enverinar al seu col·lega Euridàmides de la dinastia pròclida i va compartir el poder amb el seu germà Epíclides. Va dirigir les forces del seu germà rei a la batalla de Sel·làsia l'any 222 aC i va ser en part responsable de la derrota per la seva mala tàctica. Va morir en la batalla junt amb totes les forces que dirigia, segons diuen Polibi i Plutarc.